# Karim Ali Hadji
Pour les articles homonymes, voir Hadji.
 (février 2019).
Karim Ali Hadji est un footballeur international algérien né le 14 mai 1981 à Chlef. Il évoluait au poste d'attaquant.

## Biographie
Karim Ali Hadji évolue en Division 1 avec les clubs de l'ASO Chlef et de l'USM Alger.
Il dispute plus de 150 matchs en première division algérienne. Il joue également 14 matchs en Ligue des champions d'Afrique, inscrivant quatre buts. Il est notamment l'auteur d'un doublé contre l'AS Vita Club en avril 2012.
Il reçoit par ailleurs six sélections avec l'équipe d'Algérie olympique, inscrivant deux buts. Il fait ses débuts en sélection le 16 janvier 2003.

## Palmarès
- Champion d'Algérie en 2005 avec l'USM Alger[4].
- Champion d'Algérie en 2011 avec l'ASO Chlef[4].
- Vice-champion d'Algérie en 2008 avec l'ASO Chlef.
- Accession en Ligue 1 en 2002 avec l'ASO Chlef.
- Accession en Ligue 2 en 2000 avec l'ASO Chlef.